# Spanners
Spanners é um álbum do projeto de IDM e música eletrônica The Black Dog, foi lançado em 1995, pela Warp Records.
| Críticas profissionais                                                      | Críticas profissionais |
| Avaliações da crítica                                                       | Avaliações da crítica  |
| Fonte                                                                       | Avaliação              |
| --------------------------------------------------------------------------- | ---------------------- |
| Allmusic                                                                    | [ 2 ]                  |
| Esta tabela precisa de ser acompanhada por texto em prosa. Consulte o guia. |                        |

## Faixas
1. "Raxmus"  – 3:03
2. "Bolt 1"  – 0:27
3. "Barbola Work"  – 6:42
4. "Bolt 2"  – 0:27
5. "Psil-Cosyin"  – 10:32
6. "Chase the Manhattan"  – 5:42
7. "Bolt 3"  – 1:36
8. "Tahr"  – 3:08
9. "Bolt 4"  – 1:06
10. "Further Harm"  – 6:18
11. "Nommo"  – 6:53
12. "Bolt 5"  – 0:22
13. "Pot Noddle"  – 7:13
14. "Bolt 6"  – 0:42
15. "End of Time"  – 3:44
16. "Utopian Dream"  – 6:00
17. "Bolt 7"  – 0:17
18. "Frisbee Skip"  – 5:25
19. "Chesh"  – 6:03

## Créditos
- The Black Dog: Engenharia de som.
- Ken Downie, Ed Handley, Andy Turner: Produção.